# Muskö kanal

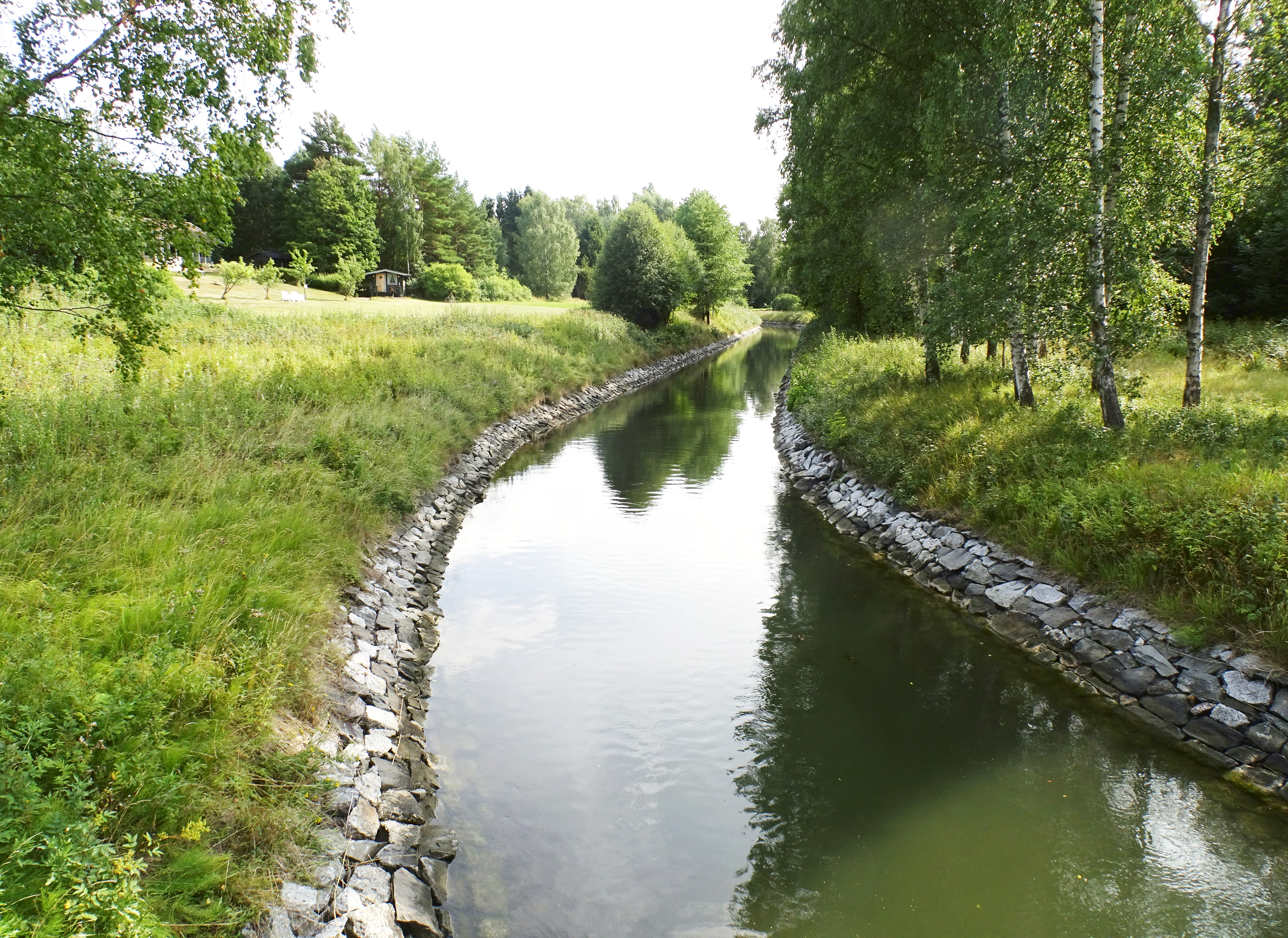
Muskö kanal i augusti 2017.

Muskö kanal är en kanal mellan östra och västra Muskö i Haninge kommun, Stockholms län. Kanalen är totalt cirka en kilometer lång och förbinder Mysingens Hammarviken i söder med Horsfjärdens Nesselviken i norr. På platsen har det funnits två kanaler. Den första kanalen grävdes 1719 av ryska trupper och den andra, nuvarande kanalen byggdes mellan 1933 och 1934 av arbetslösa svenska män.

## Den första kanalen

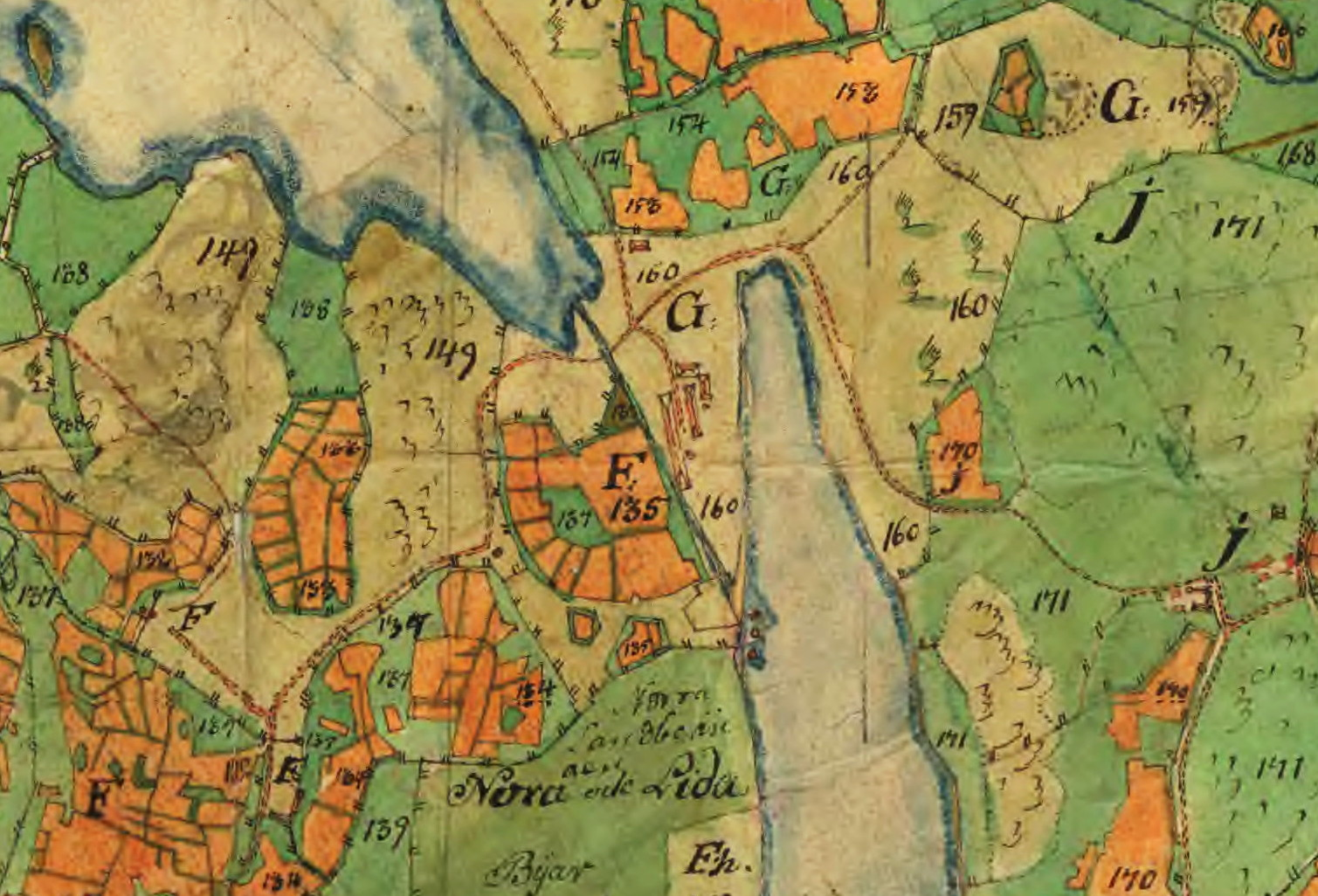
Första kanalen på en karta från 1773.

Den naturliga sjövägen mellan Muskös östra och västra del försvann genom landhöjningen. I början av 1700-talet var sundet ofarbart. Under ledning av den ryska amiralen Feodor Apraxin grävdes den första kanalen av mannar ur den ryska galärflottan som hemsökte den svenska Östersjökusten 1719, sedermera kallad rysshärjningarna. Kanalen skulle bli en flyktväg undan den belägrande svenska flottan. Ryssarnas galärer var grundgående och här fick de möjlighet att lätt smita ut till havs. Om kanalen därefter fick strategisk betydelse är inte utredd men skärgårdsbönderna uppskattade den nya vattenvägen som sparade mycket tid.  
Under 1840-talet kunde man fortfarande (men bara vid högvatten) ro genom den smala vasskantade kanalen som liknade mer ett dike. Med tiden växte kanalen igen helt och genom den fortsatta landhöjningen försvann den slutligen. I början av 1900-talet  kunde man bara ana att det funnits en vattenväg här. På 1930-talet väcktes idén av yrkesfiskarna på Muskö om att åter kunna passera med båt här. En kanal skulle innebära en besparing på en timmes körtid i vardera riktningen. Fiskegrunderna låg på Mysingen och fångsten brukade levereras till Vitså brygga på fastlandet.

## Nuvarande kanal

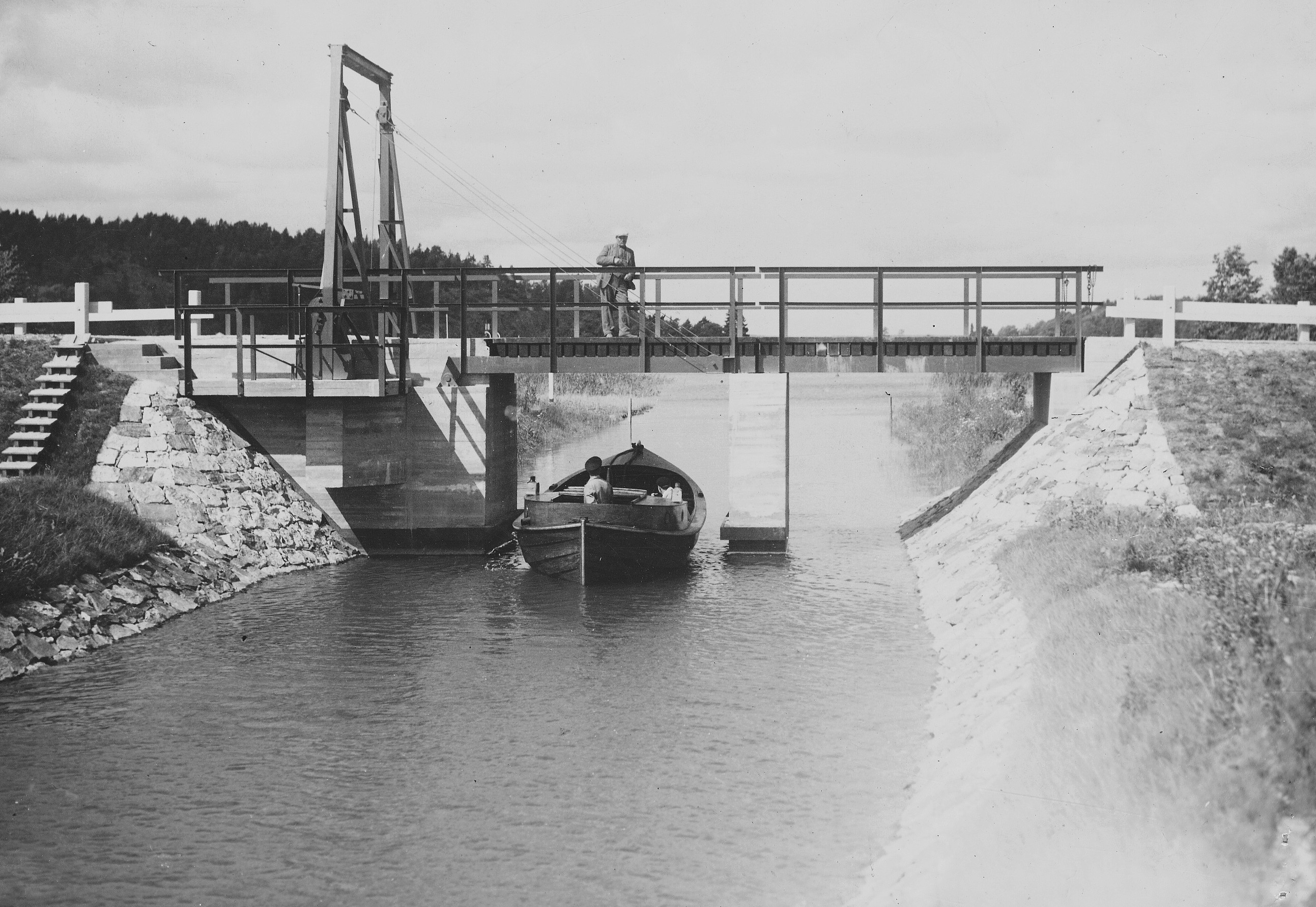
Muskö kanal 1934.

År 1933 igångsattes ett så kallat AK-arbete, organiserat av Statens Arbetslöshetskommission, som gav 52 arbetslösa män ett avlönat arbete. Den nya, cirka 350 meter långa anlagda delen av kanalen grävdes för hand. Flera oväntade ras inträffade under arbetets gång. Kanalen fick ett djup av 1,7 meter, en bottenbredd på 3 meter och en bredd vid vattenytan på 8 meter. Strandkanten kläddes med huggen natursten som förhindrade ras. Längst i norr, där vägen går mot Muskös östra del, uppfördes även en med handkraft öppningsbar klaffbro. Hela kanalen blev knappt en kilometer lång. Anläggningskostnaderna för projektet stannade vid 360 000 kronor.
Invigningen skedde i september 1934 under festliga former och i närvaro av landshövdingen i Stockholms län Nils Edén. Sedan Edén förklarat kanalen öppnad, spelade en musikorkester ”Triumfmarschen” i Giuseppe Verdis opera Aida (samma verk som spelades när Suezkanalen invigdes) medan första båten gled genom kanalen. 
Den handdrivna bron var besvärlig att öppna, varför den ganska snart byggdes om till en fast bro som fick en segelfri höjd på tre meter. Därefter kunde mastförsedda båtar inte längre passera kanalen. Denna bro har på 1970-talet kompletterats av en modern bro norr om den gamla. Föregångaren finns kvar men är numer endast avsedd för gång- och cykeltrafik.

## Bilder

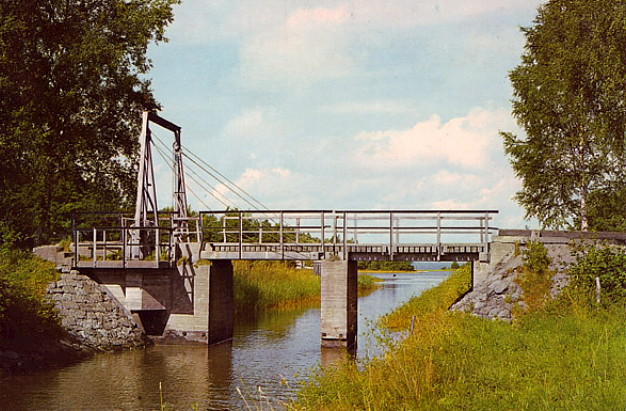
Kanalens öppningsbara bro, 1950-1960-tal.
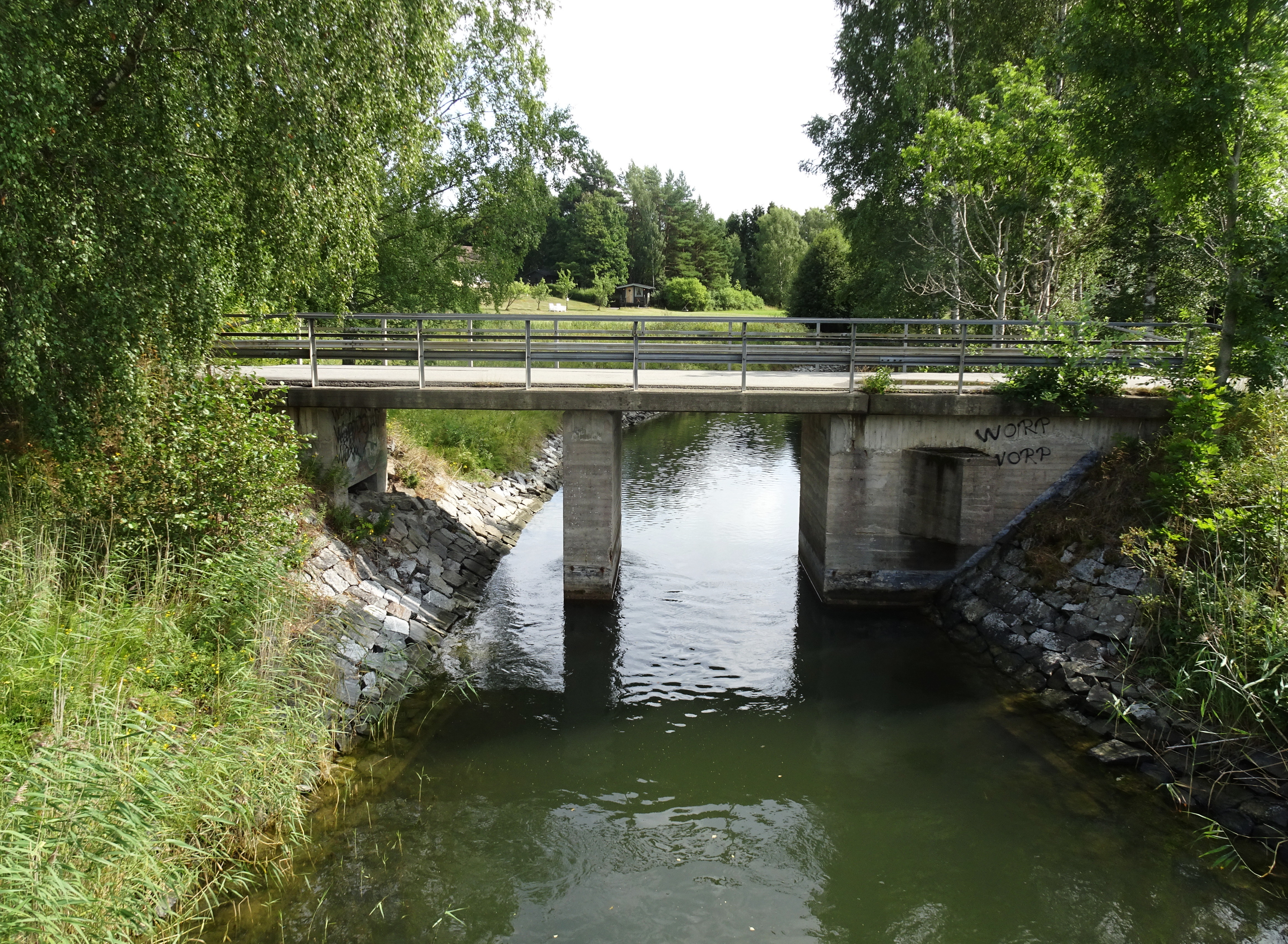
Gamla bron, 2017.
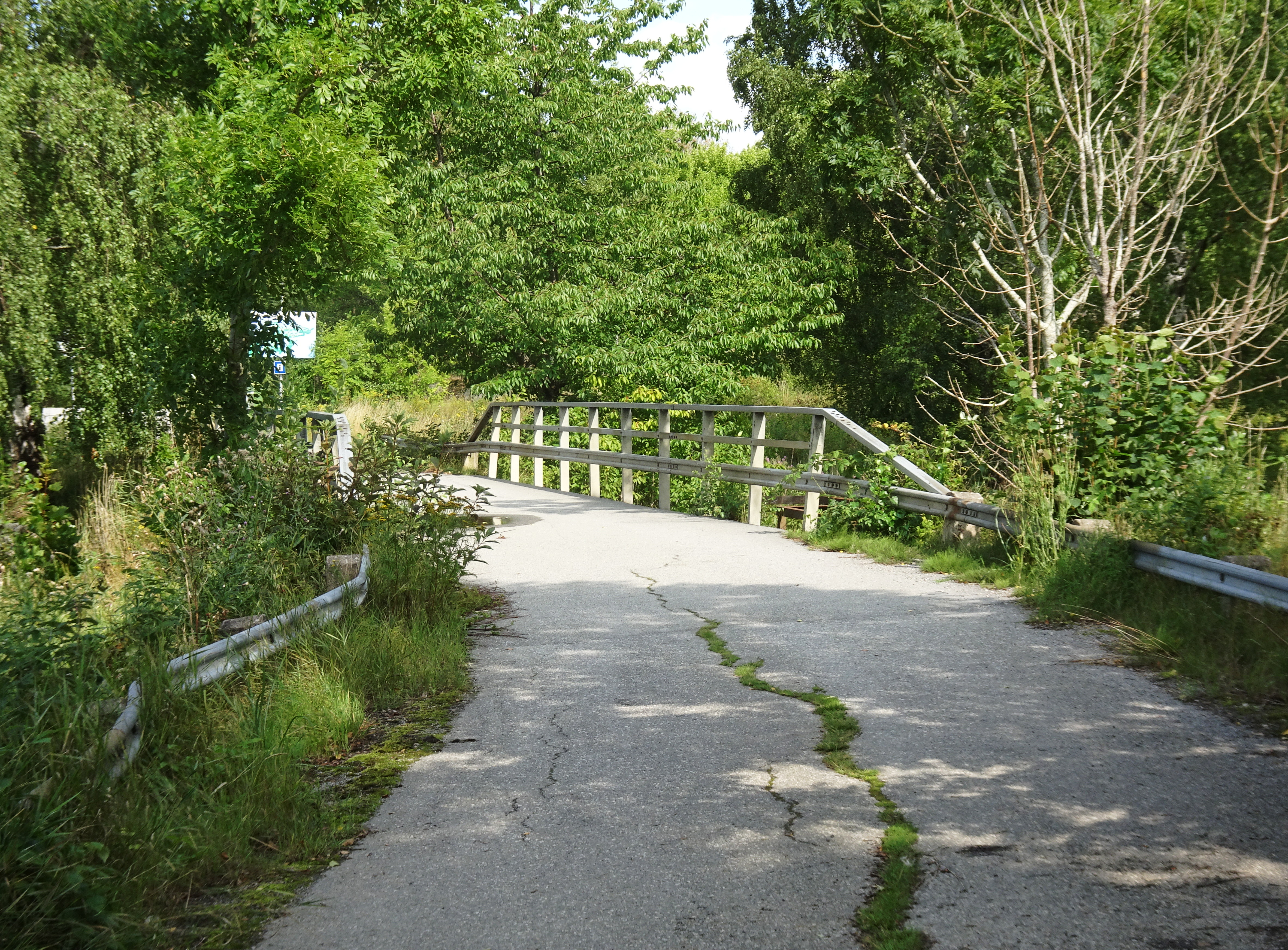
Gamla vägen för gång och cykeltrafik, 2017.
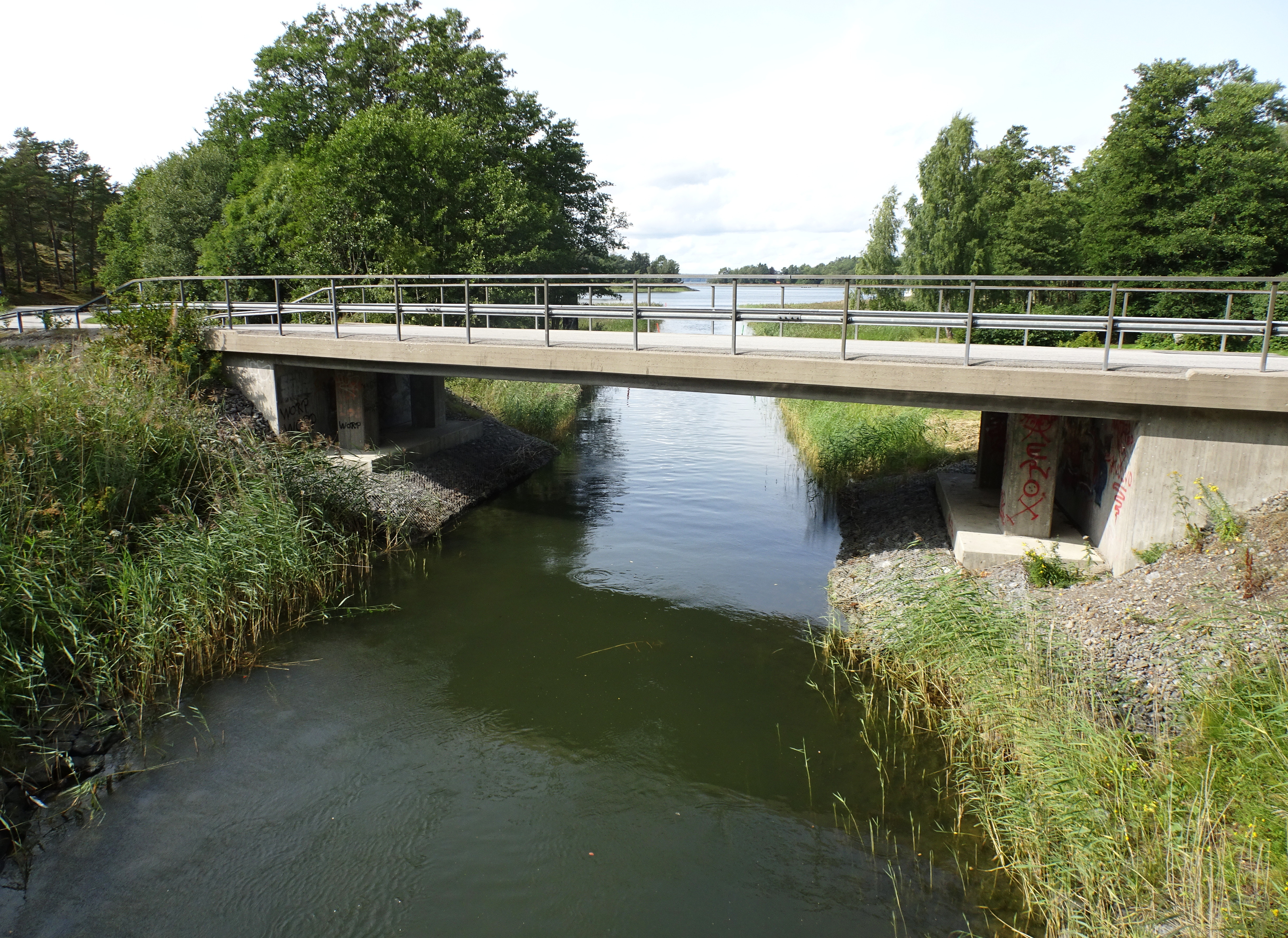
Nya bron, 2017.